# Petrosaurus
Genre
Petrosaurus est un genre de sauriens de la famille des Phrynosomatidae.

## Répartition
Les 4 espèces de ce genre se rencontrent au Mexique et en Californie aux États-Unis.

## Liste des espèces
Selon The Reptile Database (9 septembre 2014) :
- Petrosaurus mearnsi (Stejneger, 1894)
- Petrosaurus repens (Van Denburgh, 1895)
- Petrosaurus slevini (Van Denburgh, 1922)
- Petrosaurus thalassinus (Cope, 1863)

## Publication originale
- Boulenger, 1885 : Catalogue of the lizards in the British Museum (Natural History) I. Geckonidae, Eublepharidae, Uroplatidae, Pygopodidae, Agamidae, Second edition, London, vol. 1, p. 1-436 (texte intégral).